# Argyrodyptes microtarsus
Argyrodyptes microtarsus — викопний вид буревісникоподібних птахів родини буревісникових (Procellariidae), що існував на межі еоцену та олігоцену в Південній Америці. Рештки птаха знайдені в Патагонії на півдні Аргентини.